# Kirtipur

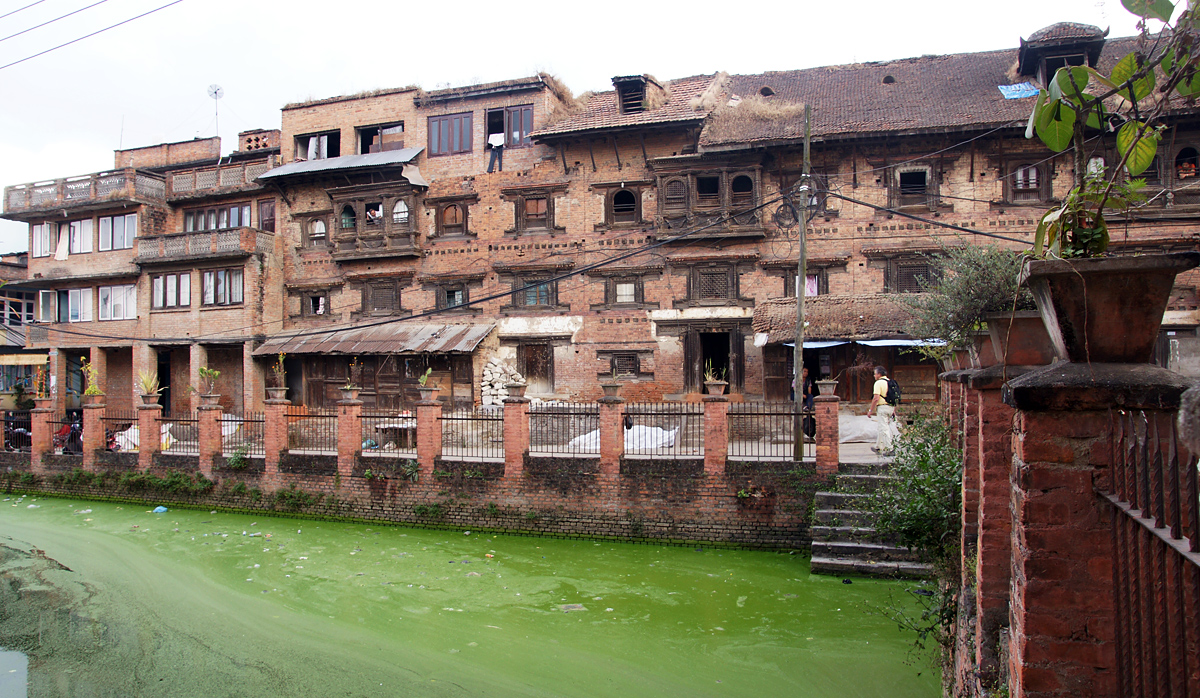
Det forna 1700-talspalatset i centrala Kirtipur med nyare byggnader till vänster.

Kirtipur (nepali:कीर्तिपुर, newari:किपू) är en stad i Katmandudistriktet i Nepal, och är belägen cirka fem kilometer sydväst om huvudstaden Katmandu. Folkmängden uppgick till 65 602 invånare vid folkräkningen 2011. Staden har många tempel, buddhistkloster (gumbas) och några kyrkor.

## Etymologi
Namnet Kirtipur kommer av Kirti (ära) och pur (stad). Det sägs också att en drottning kallad 'Kirti' styrde över området, så den kan också fått sitt namn efter henne.

## Demografi
Kirtipur är en förort till Katmandu och kommunen hade en folkmängd av 65 602 invånare vid folkräkningen 2011, fördelat på 19 441 hushåll. 36 476 av invånarna (55,6 procent) var män och 29 126 (44,4 procent) var kvinnor.

## Historia
1767 anslöts staden till kungariket Gorkhali av kung Prithvi Narayan Shah efter hans tredje försök, efter att ha mutat stadens portvakt.

## Världsarvsstatus
Den 30 januari 2008 sattes Kirtipur upp på Nepals tentativa världsarvslista.